# 宝塚市立良元小学校
宝塚市立良元小学校（たからづかしりつ りょうげんしょうがっこう）は、兵庫県宝塚市小林5丁目に所在する公立小学校。

## 沿革
- 1874年（明治7年）4月1日 - 小林小学校として設立。
- 1892年（明治25年）10月1日 - 良元尋常小学校と改称。同日を創立記念日とする。
- 1941年（昭和16年）4月1日 - 良元国民学校と改称。
- 1947年（昭和22年）4月1日 - 良元村立良元小学校と改称。
- 1954年（昭和29年）4月1日 - 宝塚市が発足し、宝塚市立良元小学校と改称。

## 通学区域
- 塔の町、中野町、谷口町、小林1 - 2丁目・3丁目(1～7番、10～13番)・4丁目(1～6番、8～12番)・5丁目、高司1丁目(1～3番)、大成町(1～3番、6～8番)[1]

## 進学先中学校
公立学校は、宝塚市立宝塚第一中学校に進学

## 通学区域が隣接している学校
- 宝塚市立仁川小学校
- 宝塚市立高司小学校
- 宝塚市立光明小学校
- 宝塚市立末広小学校
- 宝塚市立宝塚第一小学校
- 宝塚市立西山小学校